# Urubici
Urubici is een gemeente in de Braziliaanse deelstaat Santa Catarina. De gemeente telt 10.825 inwoners (schatting 2009).

## Verkeer en vervoer
De plaats ligt aan de wegen BR-475, SC-110 en SC-370.